# Julius Thomson
Julius Alexander Thomson, född 4 september 1882 i Toronto, död 26 oktober 1940 i Kenora, var en kanadensisk roddare.
Thomson blev olympisk bronsmedaljör i åtta med styrman vid sommarspelen 1908 i London.